# 듀크 뉴켐 (비디오 게임)
듀크 뉴켐(Duke Nukem)은 MS-DOS용으로 아포기 소프트웨어가 개발하고 배급한 1991년 플랫폼 게임이다. 2차원의 다차원 스크롤링 게임이며 가공 인물 듀크 뉴켐의 모험을 다룬다. 각 10개 레벨에 3개의 에피소드로 구성된다.
이 게임의 후속작은 비슷한 스타일의 1993년 게임 듀크 뉴켐 II이다. 이 시리즈는 1996년의 듀크 뉴켐 3D으로 3차원 그래픽스로 점프했으며 세 게임 중 가장 유명한 게임이 되었다.